# Bahai-Weltzentrum

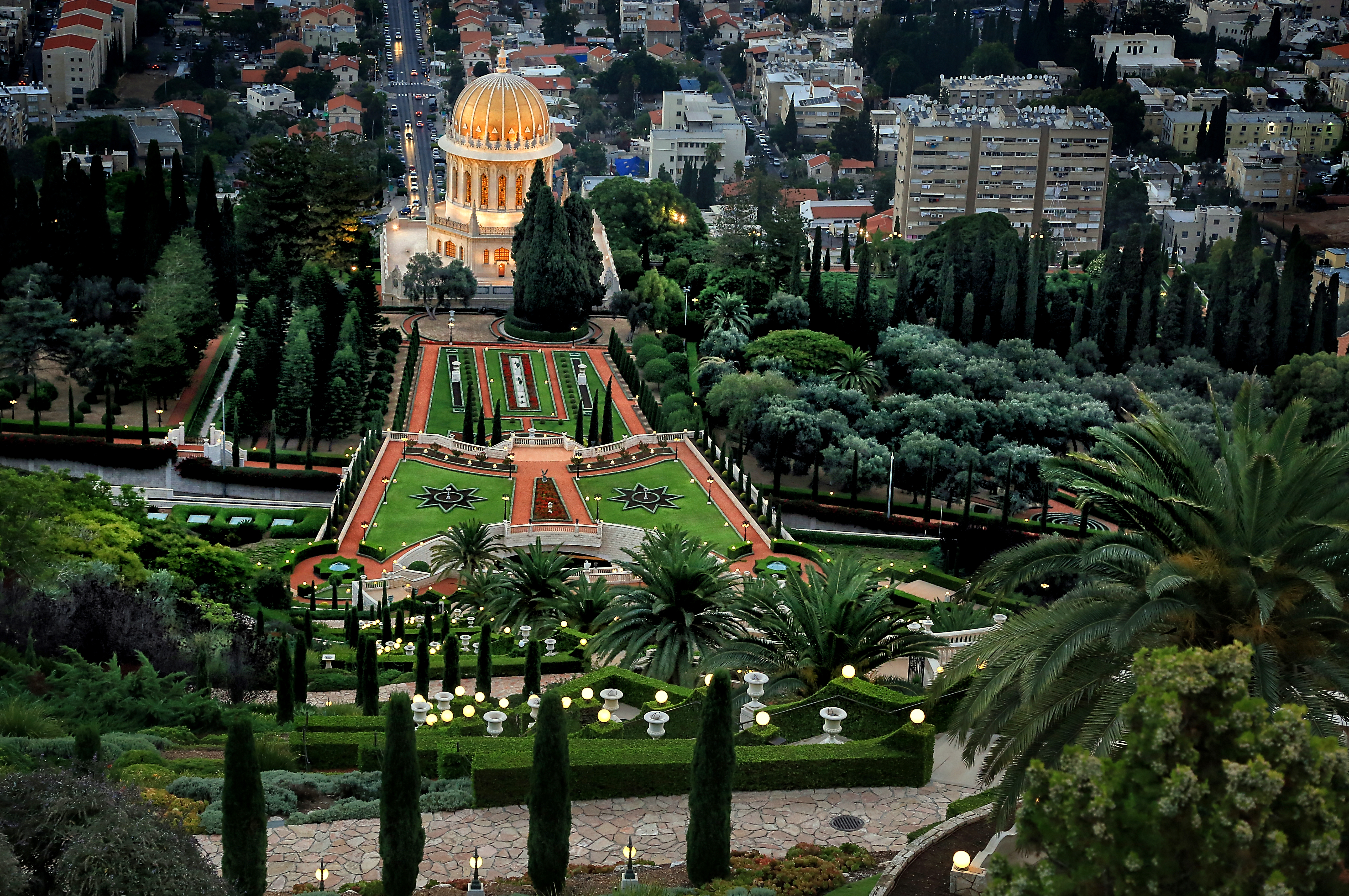
Bahai-Weltzentrum

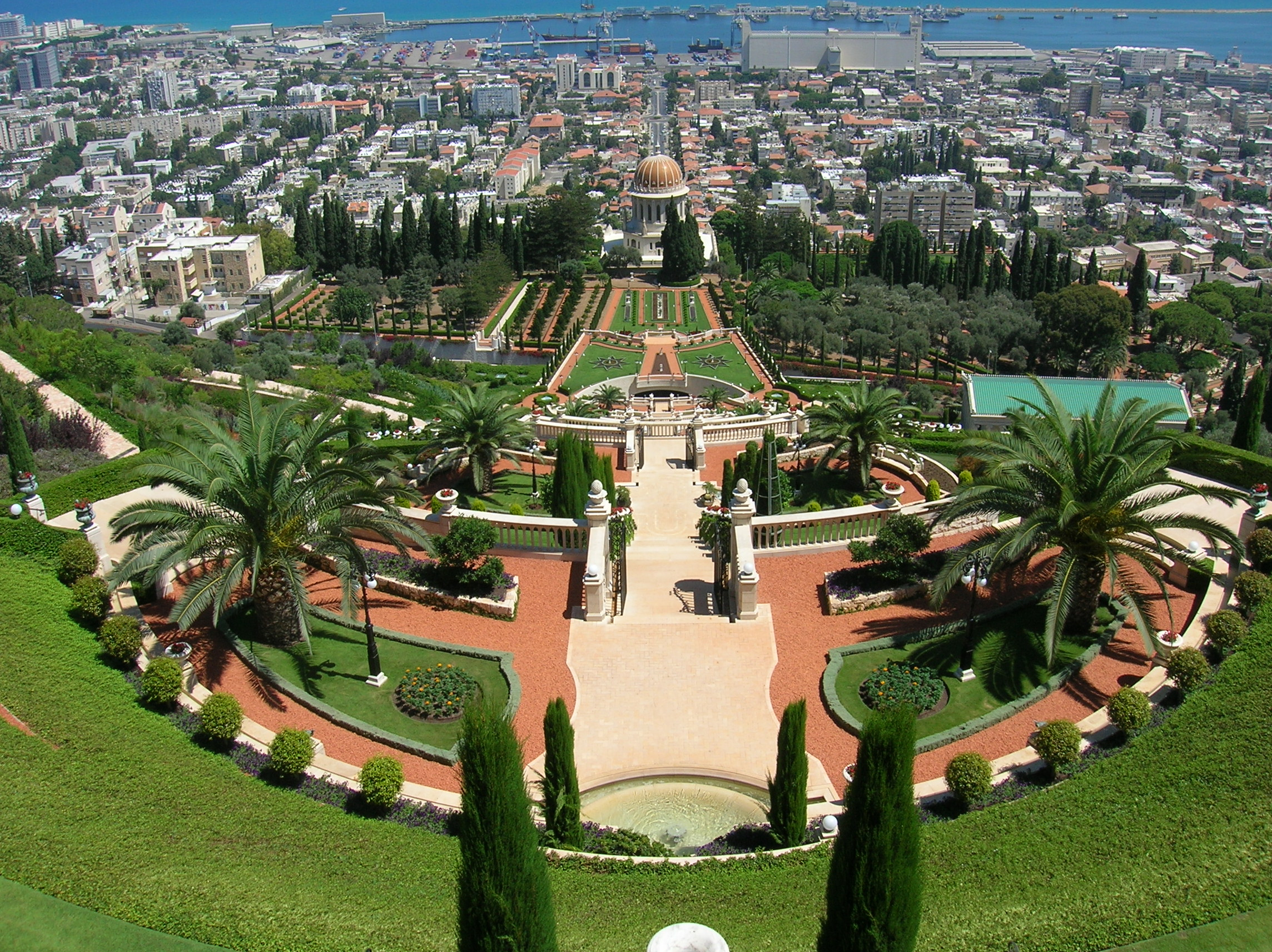
Die Hängenden Gärten der Bahai gelten als Friedenssymbol und Ort der Ruhe inmitten der Großstadt Haifa am Karmel. Sie gehören zu den meistbesuchten touristischen Anziehungspunkten Israels.

Das Bahai-Weltzentrum (Baháʼí World Centre) ist das administrative und geistige Zentrum der Bahai-Gemeinde in Haifa und Akkon im Norden Israels.
Am Bahai-Weltzentrum befindet sich eine Vielzahl von heiligen Stätten der Bahai, wie der Schrein Bahāʾullāhs, der Schrein des Bab und der Schrein ʿAbdul-Baha's. Außerdem gehören hierzu die Häuser, in denen Baha’u’llah und seine Familie während ihrer Verbannung lebten oder die in besonderem Zusammenhang mit der Geschichte der Religion stehen. Einige dieser Gebäude, Monumente und Schreine befinden sich in einer ausgedehnten Gartenanlage am Berg Karmel. In unmittelbarer Nähe des Schreins des Bab befindet sich auf dem Berg Karmel auch der Sitz des Universalen Hauses der Gerechtigkeit, das Internationale Lehrzentrum, das Internationale Archiv sowie das Zentrum für das Studium der Heiligen Texte.

## Berg Karmel
Der Berg Karmel ist in der Geschichte der Religion in verschiedenen Quellen aufzufinden. Zum Beispiel wird im Buch Jesaja des Alten Testaments prophezeit, dass es der „Berg des Herren“ sei, zu dem „alle Völker herbeiströmen werden“. Bahāʾullāh besuchte Haifa viermal und schlug auf dem Berg Karmel sein Zelt auf. Bei einem dieser Aufenthalte zeigte er ʿAbdul-Baha' die Stelle, an der das Grabmal des Bab gebaut werden sollte. Ein anderes Mal schrieb er die sogenannte „Tafel vom Karmel“, in der die Bedeutung dieses Berges für die zukünftige Bahai-Gemeinschaft erläutert wird.

## Heilige Stätten in Haifa und Akkon

### Schrein des Bab
Dieses Mausoleum birgt die Gebeine des Bab und befindet sich an dem Ort, den Bahāʾullāh selbst bei einem Aufenthalt in Haifa wählte. ʿAbdul-Baha' kam die Aufgabe zu, dieses Bauwerk zu errichten, die sterblichen Überreste des Bab nach 60 Jahren Wanderschaft von Teheran/Iran zum heiligen Berg Karmel/Israel zu bringen und sie beizusetzen. In diesem Gebäude befindet sich außerdem noch das Grabmal ʿAbdul-Baha's.

### Schrein Bahāʾullāhs
Hier befinden sich die sterblichen Überreste Bahāʾullāhs. Im Selbstverständnis der Bahai ist dieser Ort dadurch ausgezeichnet, dass hier laut Shoghi Effendi „der heiligste Staub, den je die Erde in ihrem Schoß empfing“, bestattet ist. Bahāʾullāh wurde im nördlichsten Zimmer im Haus seines Schwiegersohnes Siyyid ’Ali Afnan am Tag seines Hinscheidens am 29. Mai 1892 kurz nach Sonnenuntergang beigesetzt. Zu diesem Zimmer wurde später ein separater überdachter Zugang gebaut. Täglich kommen etliche Bahai, die meist im Rahmen ihrer Pilgerreise die Heiligen Stätten besuchen, zu stillen Gebeten und Meditationen hierher. Dieser Ort ist aber auch von großer Bedeutung für alle Bahai der Welt, weil er als „Qiblih“ die Richtung für die Pflichtgebete, die Bahai angehalten sind täglich zu sprechen, und das Totengebet vorgibt.

### Schrein ʿAbdul-Bahas
Zurzeit ist ʿAbdul-Baha' noch im Schrein des Bab bestattet. Am 7. Mai 2019 hat das Haus der Gerechtigkeit bekanntgegeben, dass Hossein Amanat mit der Planung des Schreins Abdul-Bahas beauftragt wurde. Am 19. September 2019 wurde vom Haus der Gerechtigkeit der Entwurf für den Schrein vorgestellt. Inzwischen macht der Bau Fortschritte.

### Garten Ridvan
Diese kleine grüne Insel inmitten eines Flusses wurde von Bahāʾullāh als Garten Ridvan (arabisch: „Paradies“) bezeichnet und ist nicht mit dem Garten Ridvan in Bagdad zu verwechseln, in dem Bahāʾullāh 1863 seine Sendung verkündete. Hier konnte Bahāʾullāh nach fast einem Jahrzehnt Haft in Akko erstmals die Umfriedungen des Gefängnisses Akko verlassen und die Natur erleben. Bis dahin hatten seine körperlichen Bewegungen einzig darin bestanden, fortwährend in seinem Schlafzimmer auf- und abzugehen.

### Landhaus Bahji
Das Landhaus Bahji befindet sich auf einer Anhöhe, die in einer Gegend liegt, die früher als Al-Bahja (arabisch: „Ort der Freude“) bekannt war. Aus diesem ehemaligen Sommerpalast eines reichen Kaufmanns namens Udi Khammar, der ursprünglich die Osthälfte des Hauses Abbud besaß, flohen nach einer Epidemie die Eigentümer. 1879 erwarb ʿAbdul-Baha' dieses Landhaus und es wurde zum Wohnsitz eines Großteils seiner Familie. Verschiedene Räume dieses Hauses sind für die Bahai von besonderer historischer Bedeutung.

### Haus von Abbud
In dem in zwei Bereiche eingeteilten Gebäude, das als „Haus Abbud“ bekannt war, lebte Bahāʾullāh insgesamt fast sieben Jahre. Es war ein für die Anzahl der Familienangehörigen Bahāʾullāhs viel zu kleines Gebäude, da stellenweise 13 Personen in einem Zimmer leben mussten. Trotz der widrigen Verhältnisse wurde hier 1873 das Heiligste Buch der Bahai, der Kitab-i-Aqdas, offenbart.

### Bahá'u'lláhs Zelle im Gefängnis Akko

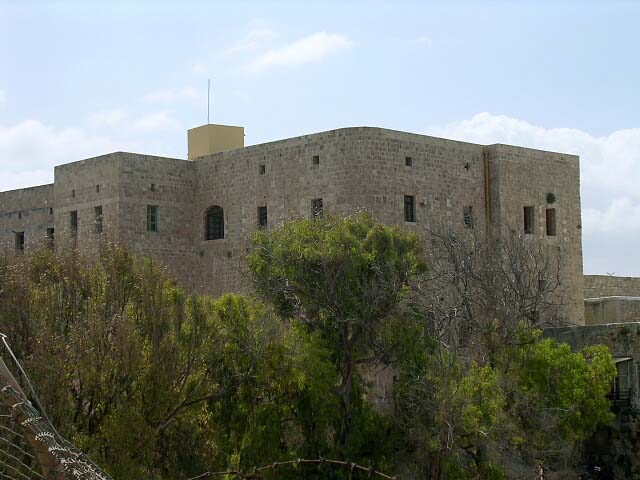
Zitadelle: Nordwestturm, wo Bahá'u'lláh einsaß

Die Zelle im Gefängnis Akko, wo Bahá'u'lláh mit Angehörigen zwischen 1868 and 1870 gefangen saß, ist eine Wallfahrtsstätte zugänglich im Museum der Gefangenen des Untergrunds. Israelische Denkmalpflege, der Weltrat der Bahai und die Gesellschaft zur Entwicklung Alt Akkos haben die Zelle wiederhergerichtet und im Juni 2004 wiedereröffnet.

### Welterbe
Im Juli 2008 hat die UNESCO die heiligen Stätten wegen ihrer Funktion als Pilgerstätten der Bahai zum Weltkulturerbe ernannt.

### Galerie

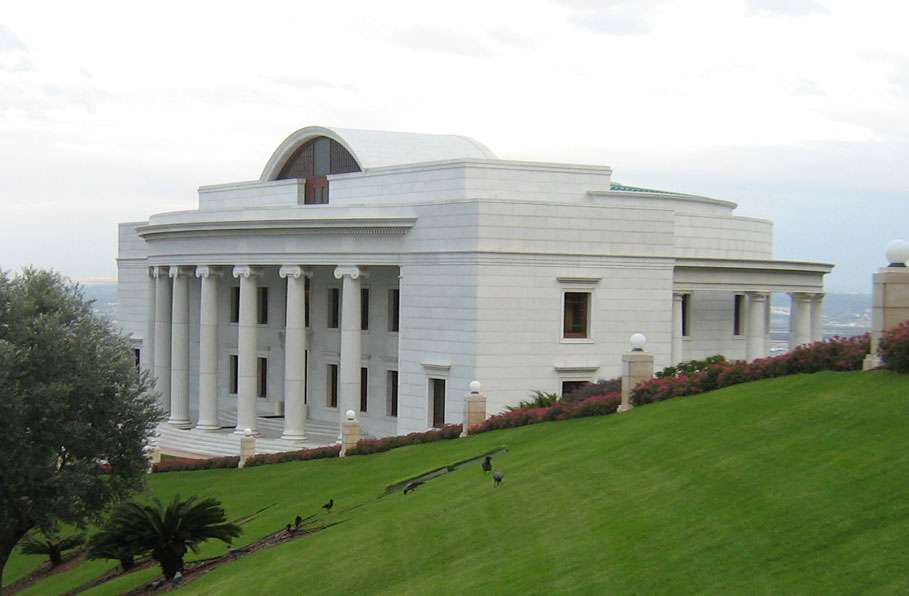
Internationales Lehrzentrum
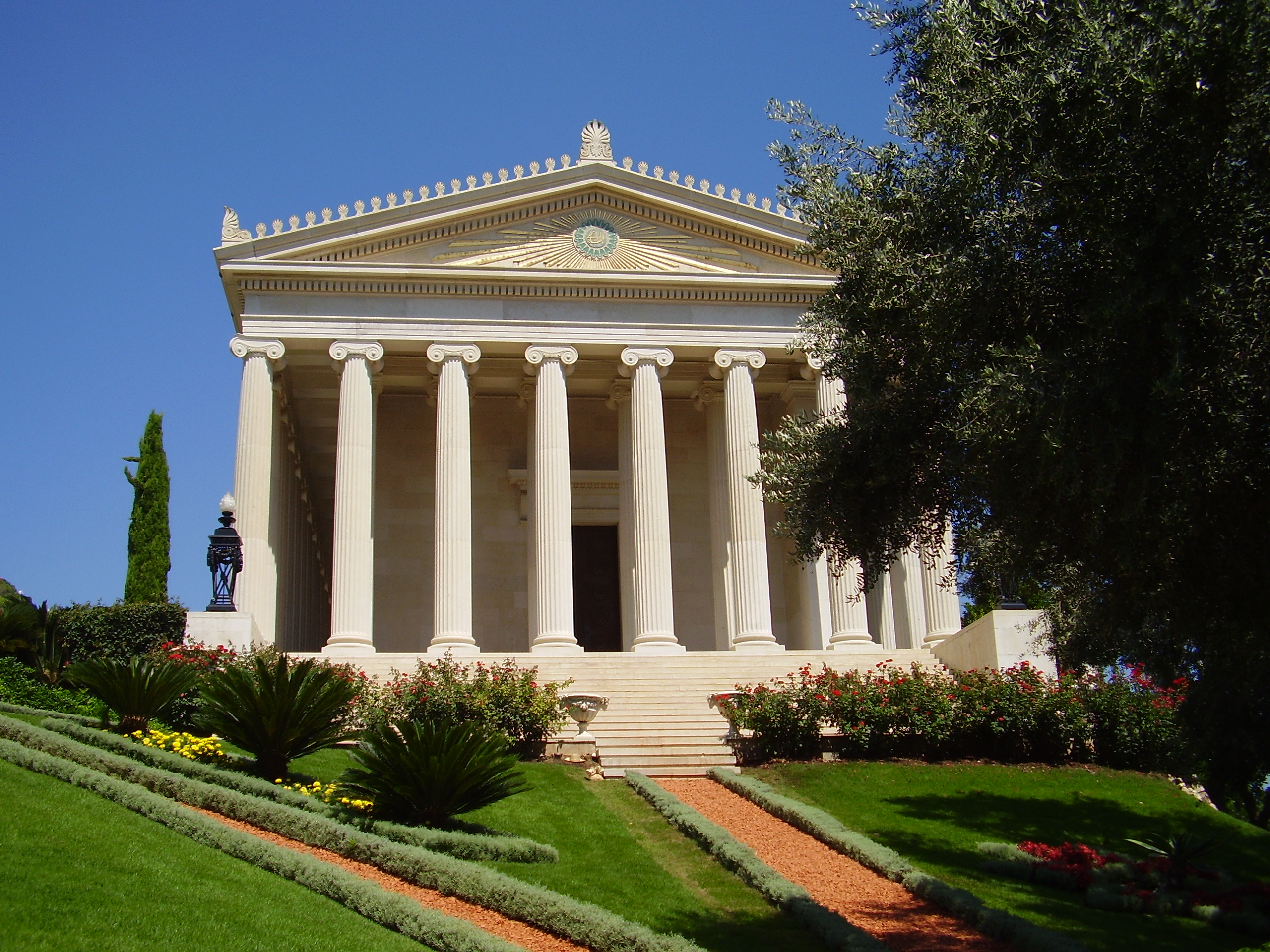
Internationales Archiv der Bahai-Gemeinde
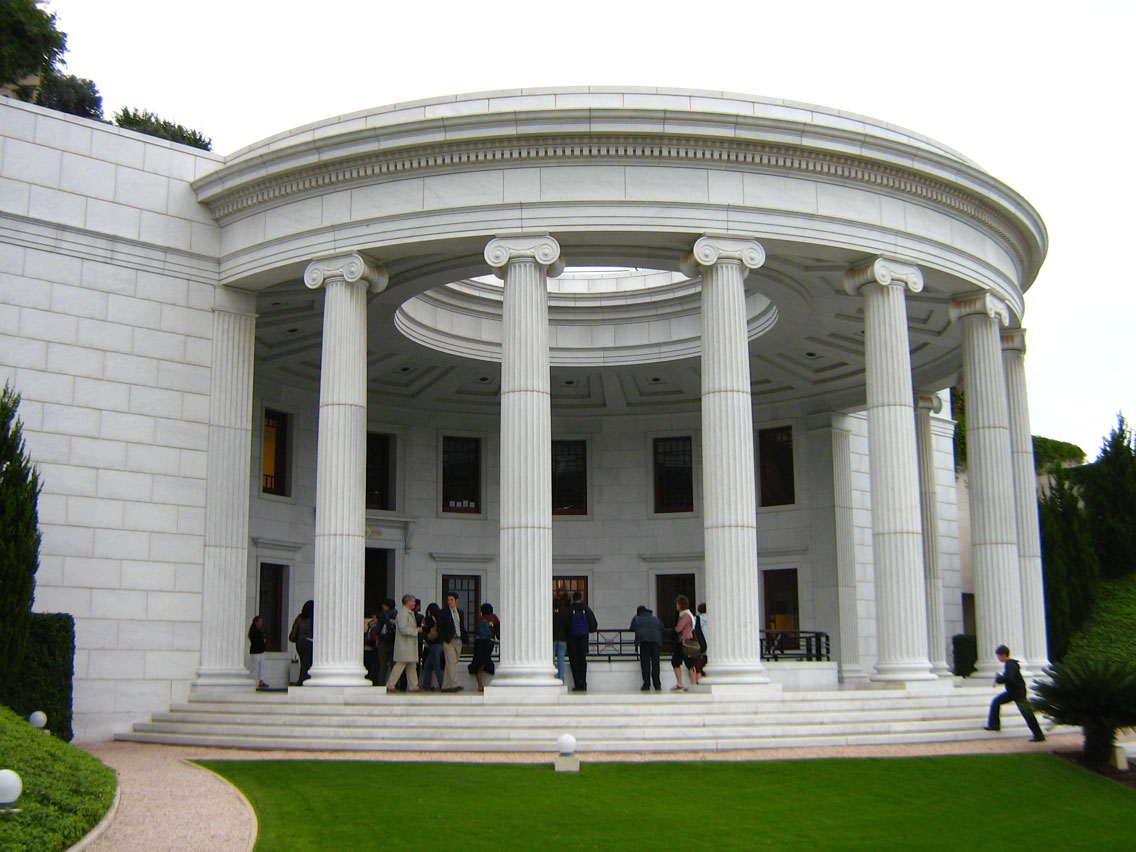
Zentrum für das Studium der Heiligen Texte
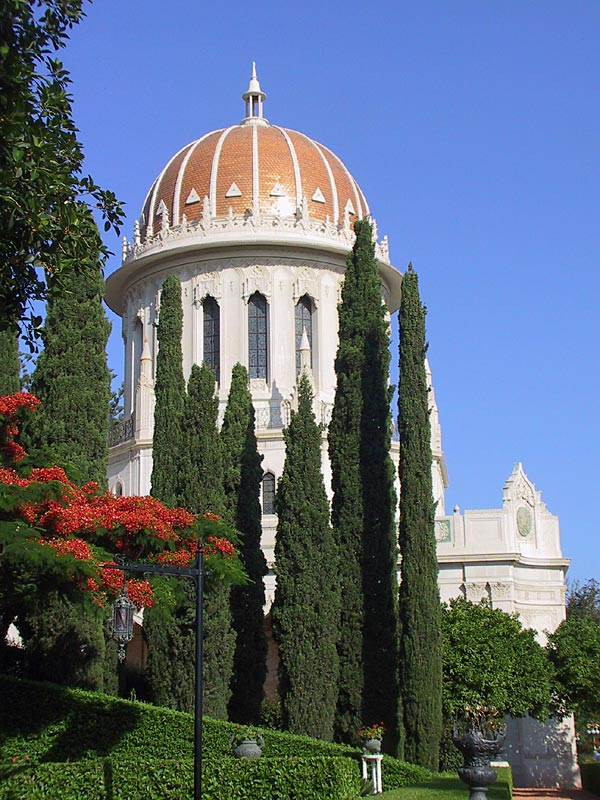
Schrein des Bab
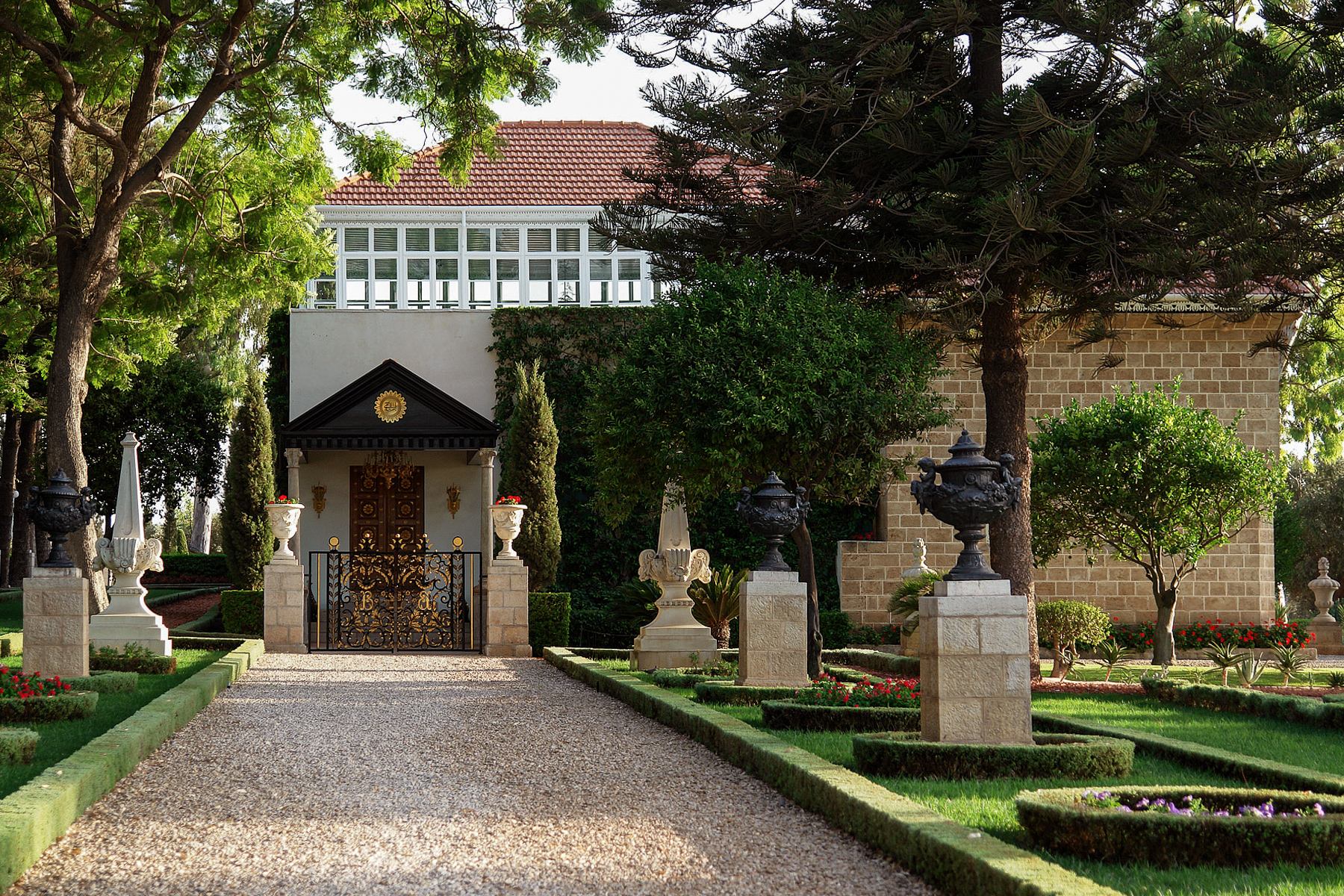
Schrein Bahāʾullāhs
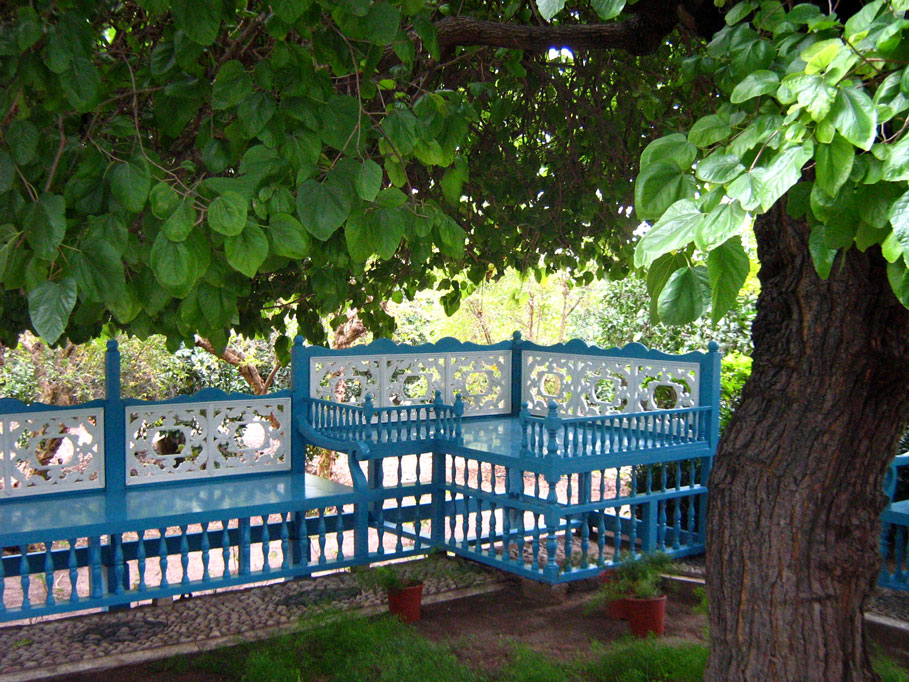
Garten Ridvan
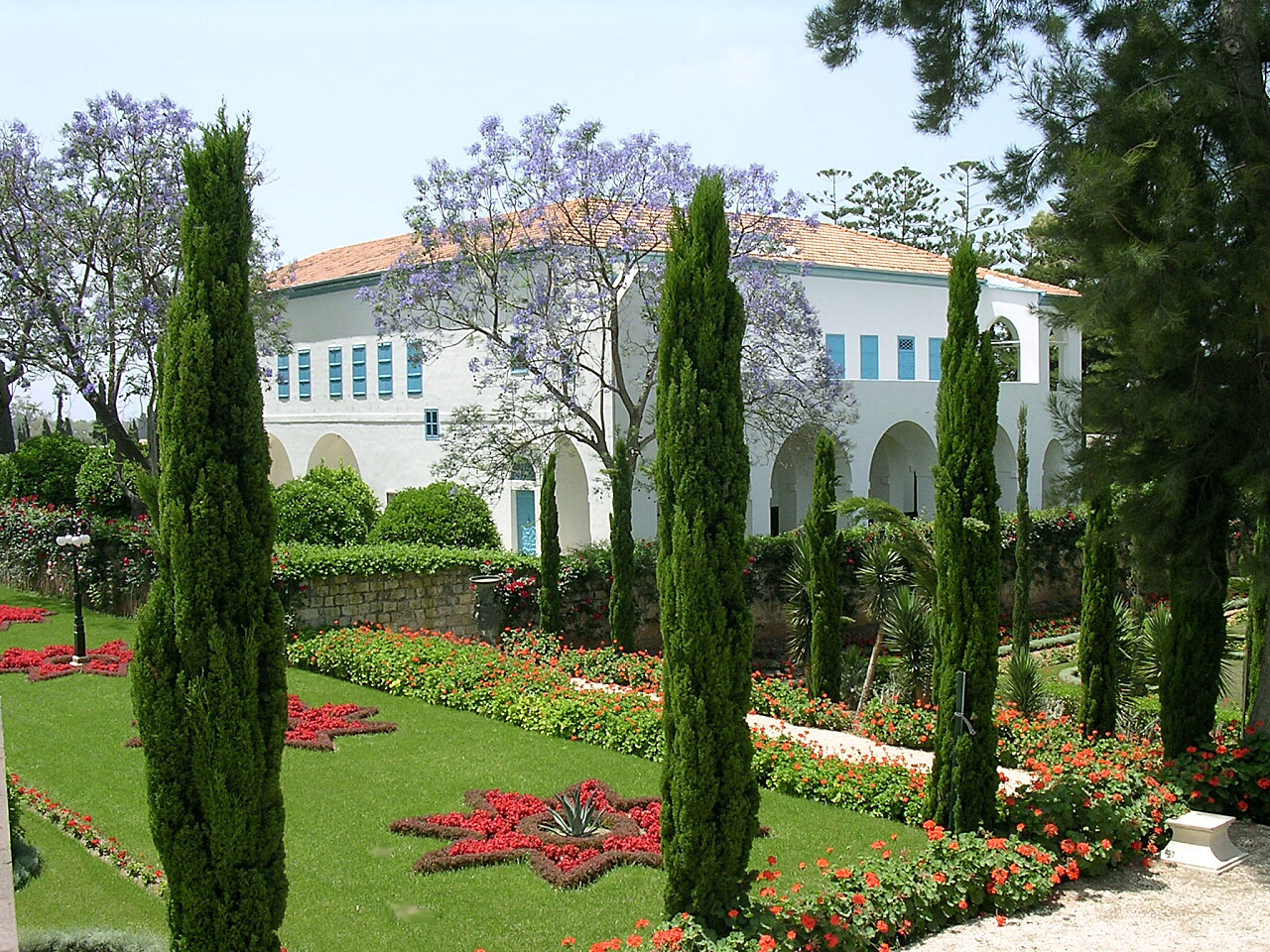
Landhaus Bahji
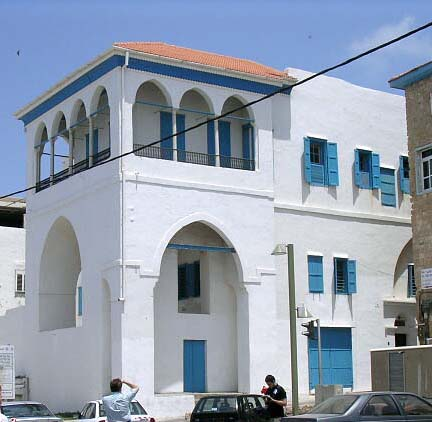
Haus Abbud